# Glipa obliquivittata
Glipa obliquivittata là một loài bọ cánh cứng trong họ Mordellidae. Loài này được Fan & Yang miêu tả khoa học năm 1993.